# Sjælden sygdom
En sjælden sygdom er enhver sygdom, der ikke er almindelig, og forekommer med lav hyppighed.
De fleste sjældne sygdomme er genetiske og er således tilstede igennem hele en persons liv, selvom symptomerne ikke fremkommer med det samme. Mange sjældne sygdomme fremkommer dog tidligt i livet, og omkring 30% af børn med sjældne sygdomme dør før deres femårs fødselsdag.
Der findes ingen klar definition af sjældne sygdomme.